# 小梁川宗朝
小梁川 宗朝（こやながわ むねとも、文明元年（1469年） - 永禄8年（1565年））は、戦国時代の武将。陸奥国伊達氏家臣。小梁川盛宗（中務少輔）の二男。小梁川親朝の弟。小梁川宗秀の父。信濃守。

## 略歴
小梁川氏は伊達氏の一門であり、宗朝は伊達家第11代当主伊達持宗の孫にあたる。
宗朝は若い頃は京に出て兵法・剣術の修行をしていたが、将軍足利義稙に召しだされる。伊達稙宗も奥州より黄金を贈って扶持したという。帰国してのちは稙宗に仕えたが、1542年に稙宗が嫡子晴宗に幽閉されると、これを救い出した。伊達家における内訌である天文の乱では稙宗方として戦い、稙宗が隠居して丸森城に退くとこれに従った。
『伊達正統世次考』によれば宗朝は天文の乱に際して稙宗方として蘆名氏、相馬氏、田村氏、二階堂氏らに支援を求め、『性山公治世記録』永禄8年条に拠れば、宗朝は伊達一門でありつつも稙宗方に味方した蘆名氏・相馬氏からも知行宛行を受けていたという。
戦国期の主従制においては地域間の国境地帯に位置する境目に位置する国衆などは複数の領主に帰属する両属関係として存在しているケースがあり、宗朝についても豊田武・石井進により戦国期主従制の多様性を示す事例として注目されていたが、近年は伊達氏と蘆名・相馬両氏の境目に位置していない点や戦国期取次論の観点から、宗朝の事例は地域間国衆の両属とは異なり戦国大名間の取次を務めた際に与えられる取次給の事例である可能性が指摘されている。
永禄8年、稙宗が死去すると、墓前で殉死した。